# Giovanni Francesco Brivio

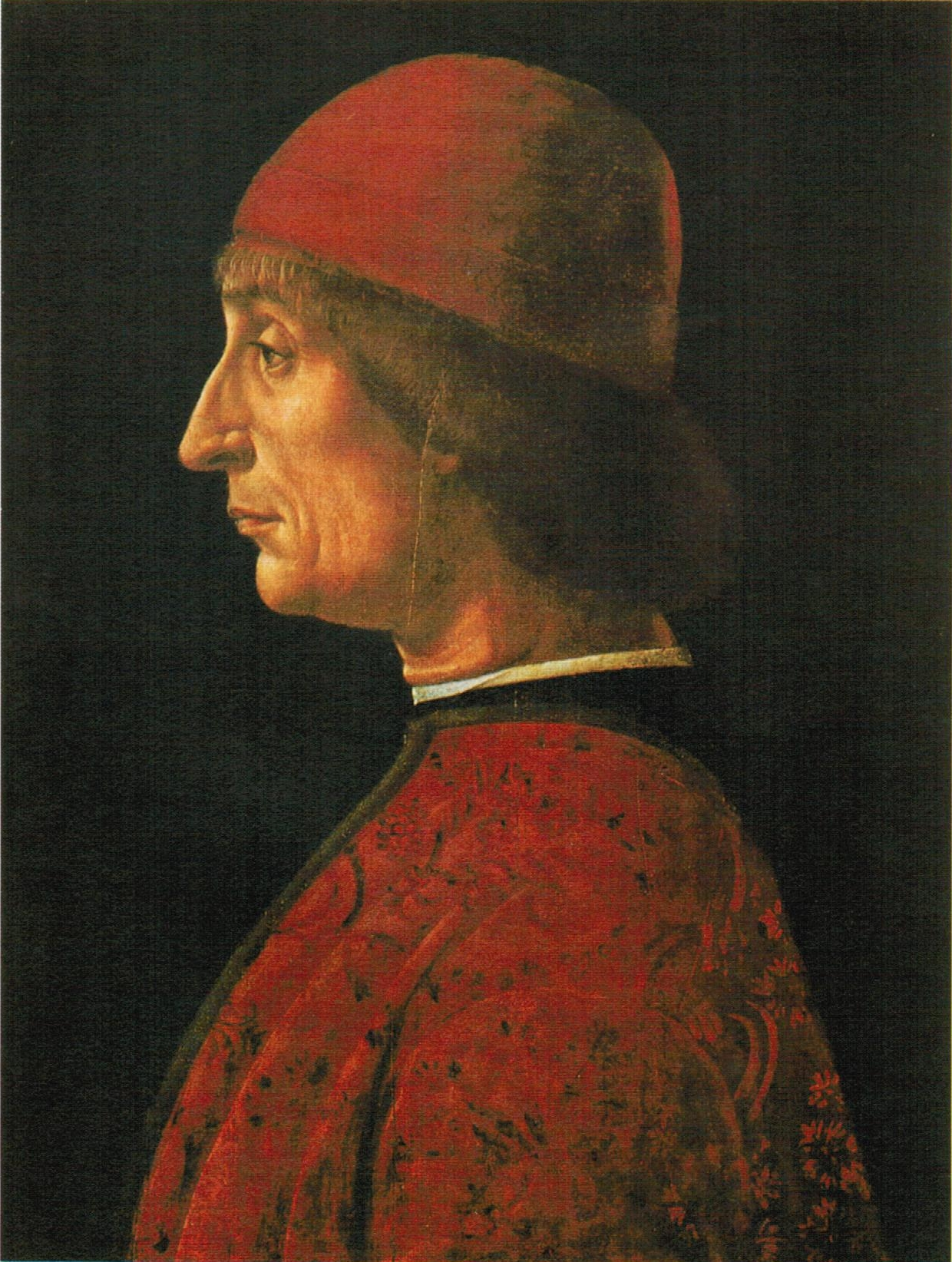
Vincenzo Foppa, Ritratto di Giovanni Francesco Brivio, Museo Poldi Pezzoli di Milano

Stemma Brivio

Giovanni Francesco Brivio (1460 – Milano, 2 dicembre 1517) è stato un nobile italiano.

## Biografia
Figlio di Giacomo Stefano Brivio e di sua moglie Antonia Gallerani, sorella della famosa Cecilia Gallerani, e proveniente da un'importante famiglia del patriziato milanese, Giovanni Francesco venne ammesso alla corte ducale dal 1482. Alla morte del padre il 26 dicembre 1484, che svolgeva la mansione di maestro delle entrate ordinarie, venne chiamato a sostituirlo nel medesimo incarico. Fu questore del Magistrato Ordinario del Ducato di Milano, conte e signore di Melegnano, sedendo nel Consiglio Generale del ducato dal 1513.
Fu molto attivo politicamente. Partitante per gli Sforza anche a costo dell'esilio dopo la calata dei francesi, nel 1512 venne investito da Ottaviano Sforza del feudo di Melegnano, ottenendo inoltre la carica di capitano di giustizia e vicario ducale.
Attivo non solo politicamente, ma anche come mecenate, commissionò attorno al 1495 il ritratto eseguito dal pittore Vincenzo Foppa, attualmente conservato presso il Museo Poldi Pezzoli. Nel 1485 ottenne dai frati di Sant'Eustorgio a Milano la possibilità di erigere una cappella all'interno della medesima basilica, destinata alla sepoltura di sé, dei propri antenati e discendenti, completando così la volontà testamentaria espressa da suo padre. Per il progetto, Giovanni Francesco diede la commissione a Bartolomeo da Novara per la costruzione ed agli scultori Cazzarniga e Briosco per la realizzazione di un grandioso monumento funebre ancora oggi presente al suo interno.
Sposò la nobildonna Margherita Landriani dalla quale ebbe sette figli.
Morì il 2 dicembre 1517 a Milano; venne sepolto nella chiesa di Santa Maria presso San Satiro, dove era prevista la sua sepoltura in marmo nella cappella di San Teodoro, già commissione di Ludovico Maria Sforza.

## Ascendenza
|                                                 |                    |                      | Genitori |  |  | Nonni |  |  | Bisnonni        |  |  | Trisnonni      |  |
|                                                 |                    |                      |          |  |  |       |  |  | Maffiolo Brivio |  |  | Giacomo Brivio |  |
|                                                 |                    |                      |          |  |  |       |  |  | Maffiolo Brivio |  |  | Giacomo Brivio |  |
|                                                 |                    | …                    |          |  |  |       |  |  | Maffiolo Brivio |  |  |                |  |
| Franzino Brivio                                 |                    |                      |          |  |  |       |  |  | Maffiolo Brivio |  |  |                |  |
|                                                 |                    | …                    | …        |  |  |       |  |  |                 |  |  |                |  |
|                                                 |                    | …                    | …        |  |  |       |  |  |                 |  |  |                |  |
|                                                 |                    | …                    | …        |  |  |       |  |  |                 |  |  |                |  |
| Giacomo Stefano Brivio                          |                    | …                    |          |  |  |       |  |  |                 |  |  |                |  |
|                                                 |                    | Baldino Borri        | …        |  |  |       |  |  |                 |  |  |                |  |
|                                                 |                    | Baldino Borri        | …        |  |  |       |  |  |                 |  |  |                |  |
|                                                 |                    | Baldino Borri        | …        |  |  |       |  |  |                 |  |  |                |  |
| Antonia Borri                                   |                    | Baldino Borri        |          |  |  |       |  |  |                 |  |  |                |  |
|                                                 |                    | …                    | …        |  |  |       |  |  |                 |  |  |                |  |
|                                                 |                    | …                    | …        |  |  |       |  |  |                 |  |  |                |  |
|                                                 |                    | …                    | …        |  |  |       |  |  |                 |  |  |                |  |
| Giovanni Francesco Brivio, I conte di Melegnano |                    | …                    |          |  |  |       |  |  |                 |  |  |                |  |
|                                                 | Siglerio Gallerani | Bartolomeo Gallerani |          |  |  |       |  |  |                 |  |  |                |  |
|                                                 | Siglerio Gallerani | Bartolomeo Gallerani |          |  |  |       |  |  |                 |  |  |                |  |
|                                                 | Siglerio Gallerani | …                    |          |  |  |       |  |  |                 |  |  |                |  |
| Fazio Gallerani                                 | Siglerio Gallerani |                      |          |  |  |       |  |  |                 |  |  |                |  |
|                                                 |                    | …                    | …        |  |  |       |  |  |                 |  |  |                |  |
|                                                 |                    | …                    | …        |  |  |       |  |  |                 |  |  |                |  |
|                                                 |                    | …                    | …        |  |  |       |  |  |                 |  |  |                |  |
| Antonia Gallerani                               |                    | …                    |          |  |  |       |  |  |                 |  |  |                |  |
|                                                 |                    | Bernardino da Busto  | …        |  |  |       |  |  |                 |  |  |                |  |
|                                                 |                    | Bernardino da Busto  | …        |  |  |       |  |  |                 |  |  |                |  |
|                                                 |                    | Bernardino da Busto  | …        |  |  |       |  |  |                 |  |  |                |  |
| Margherita da Busto                             |                    | Bernardino da Busto  |          |  |  |       |  |  |                 |  |  |                |  |
|                                                 |                    | …                    | …        |  |  |       |  |  |                 |  |  |                |  |
|                                                 |                    | …                    | …        |  |  |       |  |  |                 |  |  |                |  |
|                                                 |                    | …                    | …        |  |  |       |  |  |                 |  |  |                |  |
|                                                 |                    | …                    |          |  |  |       |  |  |                 |  |  |                |  |